# Cepsa

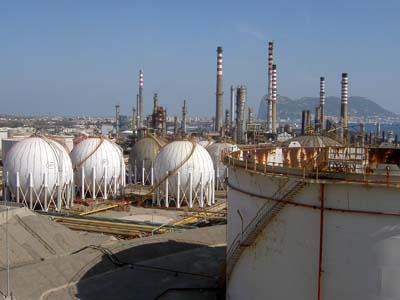
De raffinaderij van Cepsa in San Roque.

Moeve is een Spaanse oliemaatschappij en is na Repsol de grootste van het land. Het bedrijf is in 1929 opgericht als de eerste private oliemaatschappij van Spanje. Het hoofdkantoor van Cepsa is gevestigd in Madrid.

## Activiteiten
Het bedrijf is actief in de hele energieketen van ruwe olie tot de verkoop van brandstoffen. De olie- en gaswinning is bescheiden met zo’n 40.000 vaten olie equivalent per dag in 2023. In Algerije wordt de meeste olie en gas opgepompt.
Cepsa beschikt over twee raffinaderijen in Spanje, La Rábida en Gibraltar San Roque. Er was een kleinere raffinaderij op het eiland Tenerife maar deze is gesloten en de sloop begon in 2022. De capaciteit van de raffinaderijen is zo'n 23,5 miljoen ton olie en dit is gelijk aan 32% van de raffinagecapaciteit in Spanje. De raffinagecapaciteit is vele malen groter dan de eigen ruwe olieproductie en Cepsa koopt daarom over de hele wereld olie in.
De olieproducten worden via de eigen marketingorganisatie verkocht, deels via een eigen netwerk van 1800 tankstations in Spanje, Portugal, Andorra en Gibraltar. In 2023 werd overeenstemming bereikt het netwerk van Ballenoil over te nemen, het aantal tankstations wordt daarmee met 230 uitgebreid naar zo'n 2000 stations in Iberia. Alleen Repsol heeft meer tankstations, 3300, en een kwart van de markt in handen, het marktaandeel van Cepsa is 13%. Verder voeden de raffinaderijen de chemische fabrieken in Spanje met grondstoffen.
Cepsa heeft verder chemische installaties in Duitsland, Brazilië, Canada, de Volksrepubliek China en Indonesië. In februari 2024 besloot Cepsa en Bio-Oils te investeren in een nieuw fabriek voor bio-brandstoffen in Huelva. De fabriek komt in 2026 in productie en krijgt een capaciteit van 500.000 ton per jaar en komt naast een reeds bestaande fabriek te staan met een vergelijkbare capaciteit.
Cepsa had een minderheidsbelang van 42% in de Medgazpijpleiding, maar dit werd in juni 2020 verkocht.
Per jaareinde 2023 telde het bedrijf 10.865 medewerkers.

## Eigenaren
Het bedrijf was beursgenoteerd. Het Franse Total verkocht in 2011 het hele aandelenbelang van 48,83% in Cepsa aan Abu Dhabi's sovereign wealth fund International Petroleum Investment Co. (IPIC) voor € 3,7 miljard. IPIC had al in 1988 een eerste belang gekocht en breidde dit uit naar 47,1% in 2009. IPIC ging in 2002 over in Mubadala Development Company.
In 2019 kocht The Carlyle Group een aandelenbelang van 30% in Cepsa. De transactie had een waarde van US$ 3,6 miljard, waarmee heel Cepsa wordt gewaardeerd op US$ 12 miljard. The Carlyle Group heeft de optie om nog eens 10% van de aandelen te kopen waarmee het belang op 40% uit zou komen.
In 2023 waren de grootaandeelhouders Mubadala Investment Company, met een aandelenbelang van 61,4%, en Matador Bidco had een belang van 38,4%. Deze laatste is weer in handen van The Carlyle Group.